# Kōichi Hayashida

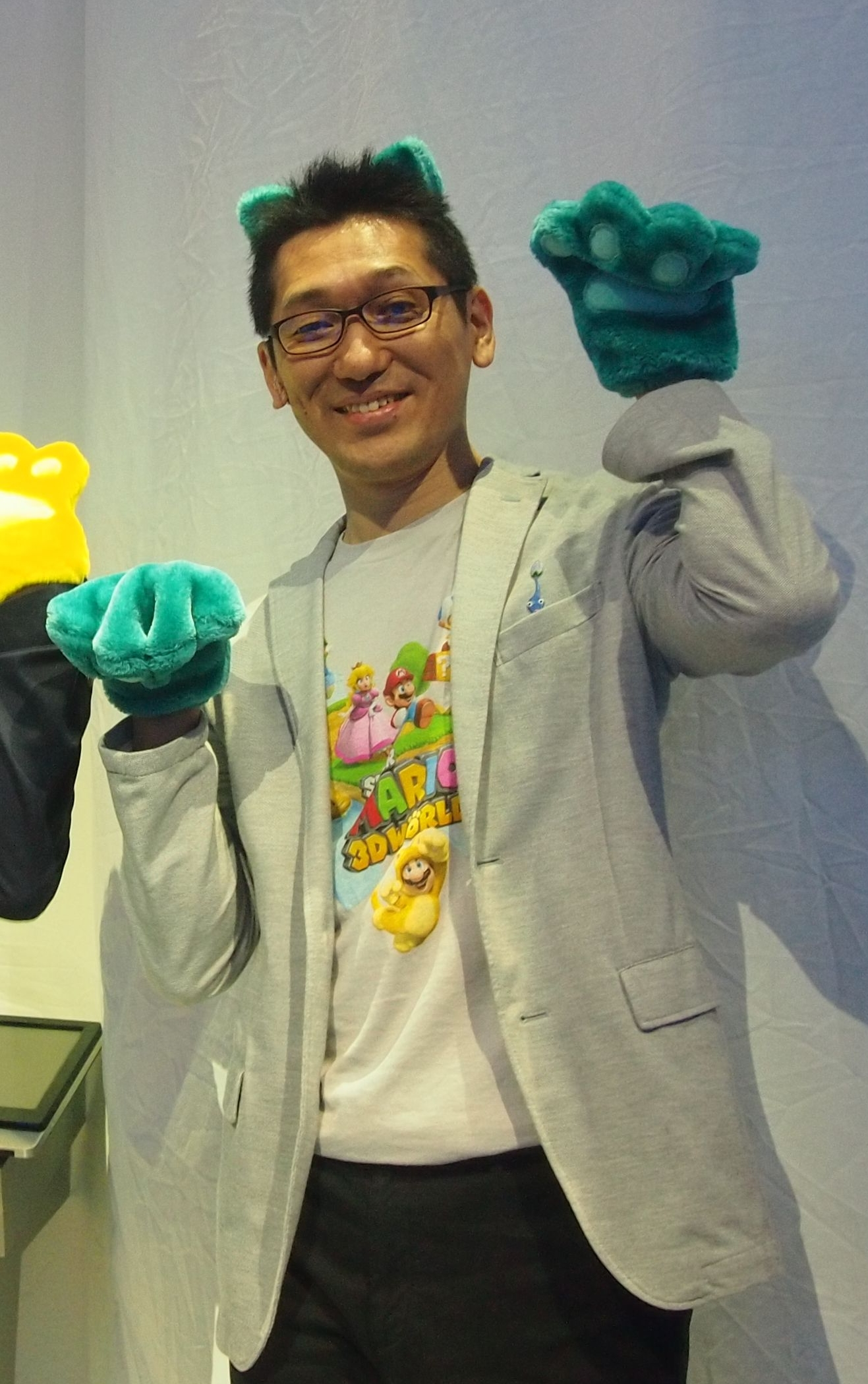
Koichi Hayashida (2013)

Kōichi Hayashida (japanisch 林田 宏一 Hayashida Kōichi) (* 1969 in Tokyo) ist ein japanischer Entwickler von Videospielen bei Nintendo. Er ist Planer und Regisseur bei der Entwicklungsabteilung Nintendo Entertainment Analysis & Development (EAD) und aktueller Chefentwickler der 3D-Super-Mario-Reihe.

## Wirken
Früh begeisterte sich Hayashida für Programmierung. Sein Interesse begann in der fünften Klasse, als er für den Heimcomputer Commodore VC 20 programmierte. Er studierte an der Waseda-Universität und schloss mit einem Master of Science and Engineering ab.
1992 nahm er am Nintendo Game Seminar statt, einer Veranstaltung, bei der Nachwuchsentwickler von Nintendo-Mitarbeitern unterrichtet werden. Als Seminarprojekt programmierte Hayashida gemeinsam mit Koichiro Eto ein Projekt, das von Nintendo aufgegriffen wurde und 1993 als Joy Mech Fight ausschließlich in Japan für das Famicom erschien.
1993 wurde Hayashida als Programmierer bei Nintendo angestellt und der Technologie-Abteilung der EAD zugeordnet. So arbeitete Hayashida einige Jahre lang an Prototypen und programmierte Entwicklerprogramme, wobei seine genauen Arbeiten nicht bekannt sind.
Der Nintendo GameCube erschien 2001. Hayashida beteiligte sich früh an der Entwicklung der Konsole. Zusammen mit der EAD entwickelte er die 3D-Programmbibliothek der Konsole. Bei diesen fundamentalen Arbeiten beschäftigte er sich intensiv mit der Konsole und wurde zum Hauptprogrammierer für das Spiel Super Mario Sunshine (Gamecube 2002).
Nachdem Super Mario Sunshine vollendet war, wurde der Großteil des Entwicklerteams der neugegründeten EAD-Niederlassung in Tokyo zugeordnet. Das erste Spiel von EAD Tokyo, Donkey Kong Jungle Beat, kam 2004 für den GameCube heraus. Hayashida fungierte bei diesem Spiel als Regieassistenz und gestaltete einige Level.
Unmittelbar darauf begannen die Arbeiten an einem neuen Super-Mario-Spiel. Es erschien 2007 als Super Mario Galaxy für die neue Konsole Wii und stellt bis heute eines der bisher besten Videospiele dar. Hayashida war bei diesem Spiel leitender Leveldesigner. Aufgrund dieser Tätigkeit wurde er zum Regisseur des Nachfolgers befördert. Yoshiaki Koizumi, der bei Super Mario Galaxy Regisseur war, wurde Produzent dieses neuen Projektes und Manager der neuen EAD-Tokyo-Gruppe Nr. 2. Das Spiel, Super Mario Galaxy 2, kam für die Wii im Jahre 2010 heraus. Wie auch sein Vorgänger wurde es überaus positiv bewertet.
Im Sommer 2010 begann Hayashida Überlegungen für ein neues Super-Mario-Spiel für den Nintendo 3DS, eine tragbare Konsole (sogenanntes Handheld). Bei der Konzeption dieses ersten Handheld-Projektes von EAD Tokyo blendete er alle bislang gemachten Erfahrungen mit 3D-Super-Mario-Spielen aus und erschuf einen Hybrid aus Elementen von 2D- und 3D-Super-Mario-Serienablegern. Nach nur anderthalb Jahren erschien dieses unter Hayashidas Regie entstandene Spiel als Super Mario 3D Land.
In einem Vortrag auf der Game Developers Conference im März 2012 reflektierte Hayashida über die Entwicklung seines letzten Titels.

## Werke
- Joy Mech Fight (Famicom 1993; Director und Programmierer)
- Super Mario Sunshine (GameCube 2002; Hauptprogrammierer)
- Donkey Kong Jungle Beat (GameCube 2004; Regieassistenz)
- Super Mario Galaxy (Wii 2007; Leveldesign-Direktor)
- Super Mario Galaxy 2 (Wii 2010; Director)
- Super Mario 3D Land (3DS 2011; Director)
- Super Mario 3D World (Wii U 2013; Director)
- NES Remix (Wii U, 2013; Director)
- NES Remix 2 (Wii U, 2014; Director)